# Linea North South
La linea North South (NSL) è stata la prima linea della metropolitana, detta MRT, ad essere stata costruita a Singapore e ha iniziato il servizio il 7 novembre 1987. Attualmente la linea è lunga 45 km e, con le sue 27 stazioni, unisce il centro dell'isola con la parte nord e sud. La linea va da Jurong East a Marina South Pier e solo undici stazioni, da Bishan a Marina South Pier sono sotterranee. Il colore della linea è il rosso.

## Storia

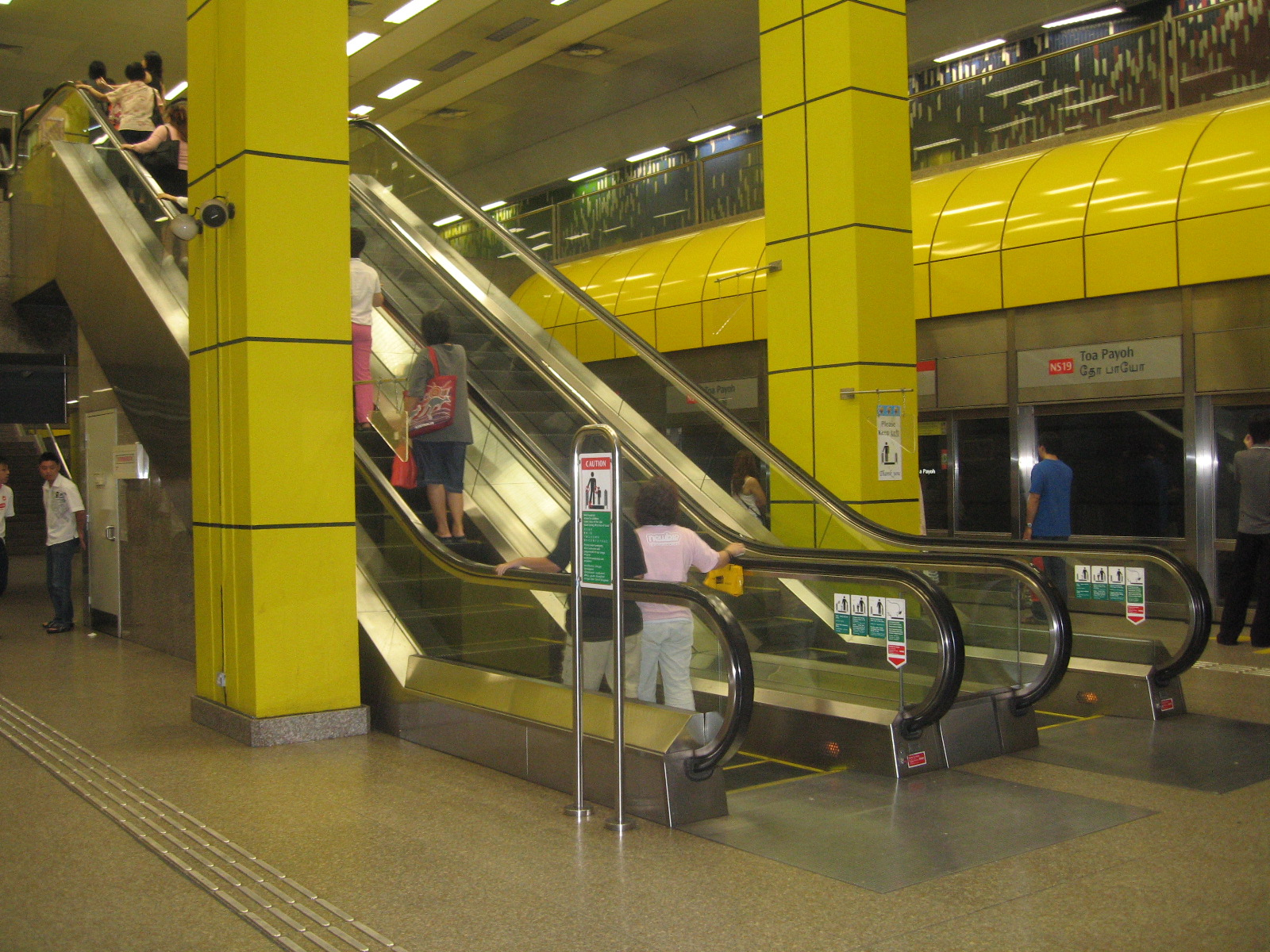
Toa Payoh, la più vecchia stazione tra tutte le linee MRT di Singapore

### Prima fase di sviluppo
La prima tratta, da Yio Chu Kang a Toa Payoh, aprì il 7 novembre 1987. Il 12 dicembre vennero inaugurate le stazioni da Novena a Outram Park. Infine, dopo essere stata inaugaurata la stazione di Yishun alla fine dell'88 a nord e Marina Bay nel novembre 1989, la linea fu completata.

### Lo sviluppo delle Woodlands
Dopo aver completato la costruzione delle prime reti metropolitane, nel '91 venne annunciato un piano di sviluppo delle Woodlands, nel quale era prevista anche la costruzione di una linea metropolitana sopraelevata. Questa avrebbe unito la stazione di Yushin con la Branch Line, che sarebbe stata assorbita. Alla fine dei lavori la linea sarebbe andata da Jurong East fino a Marina Bay.
Nel piano originale le stazioni previste erano solamente quattro: Admiralty, Woodlands, Marsiling and Yew Tee. Si introdussero poi altre due stazioni Sembawang e Kadut Industrial Estate. Tuttavia il progetto prevedeva di aprirle in due momenti diversi, privilegiando quelle che si pensava avrebbero accolto più passeggeri. Prima dell'inizio dei lavori, però, si decise di posticipare la costruzione della stazione di Kadut Industrial Estate, in quanto la zona non necessitava ancora di questo servizio, e di realizzare la fermata di Kranji.

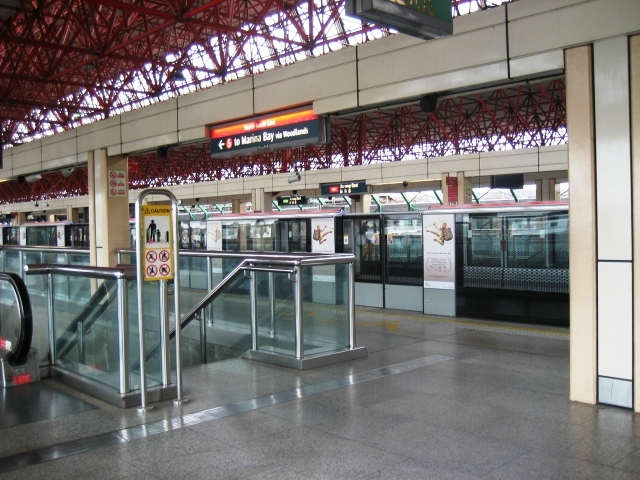
Stazione di Jurong East prima dell'ammodernamento

### Potenziamento della stazione di Jurong East
Il progetto, annunciato nel 2008, prevedeva la costruzione di un quarto binario per ridurre la congestione della stazione, interscambio con la East West line,  soprattutto nelle ore di punta. I lavori terminarono il 27 maggio 2011 e all'inizio la nuova banchina veniva utilizzata solo negli orari di punta mattutini, ma dalla fine dell'anno venne usata anche per quelli serali.

### Estensione della linea
Il nuovo capolinea Marina South Pier station fu aperto il 23 novembre 2014. Fu realizzato per servire meglio Marina Bay e in ottica di un progetto di sviluppo dell'area. All'inizio solo un quarto dei treniu proseguiva fino a lì, a causa della scarsa richiesta. Ufficialmente questa restrizione è stata tolta il 10 maggio, durante il Vesak, ma raramente la si applica per aumentare la frequenza delle vetture tra Jurong East e Matina Bay.

### Stazione di Canberra
Il 17 gennaio 2013 è stato annunciato uno studio di fattibilità per una infill station, cioè una stazione costruita su un tratto di line preesistente, tra Sembawang e Yishun. La Land Transport Authority ha annunciato nel 2014 che i lavori per la stazione sarebbero iniziati a metà del 2015 e sarebbero durati 4 anni. I lavori per la stazione di Canberra sono iniziati nel 2016, ma l'apertura è comunque prevista per il 2019, e il costo stimato è di 90 milioni di dollari di Singapore.

### Cronologia dell'apertura delle stazioni
- 7 novembre 1987: Yio Chu Kang – Toa Payoh
- 12 dicembre 1987: Toa Payoh – Raffles Place
- 20 dicembre 1988: Yio Chu Kang – Yishun
- 4 novembre 1989: Raffles Place – Marina Bay
- 10 marzo 1990: Jurong East – Choa Chu Kang
- 10 febbraio 1996: Yishun – Choa Chu Kang
- 23 novembre 2014: Marina Bay – Marina South Pier
- 2019: Canberra

## Miglioramenti

### Sostituzione delle traversine
Alla fine del ciclo di vita delle traversine in legno queste vennero sostituite da traversine in cemento, la cui vita è molto maggiore rispetto ai 15 - 25 anni di quelle in legno. Il servizio dei treni venne accorciato per agevolare i lavori, terminati nel 2015.

### Installazione porte di banchina
Nel gennaio 2008 il governo ha annunciato l'installazione di porte di banchina a mezza altezza nelle stazioni sopraelevate. Nel 2009 furono installate a Jurong East e Yishun, per un periodo di test. Nel 2012 si completò l'installazione su tutta la linea.

### Modifiche ai sistemi di segnalamento
Un nuovo sistema di segnalamento sostituirà quello attualmente in uso sulla linea. L'ammodernamento verrà eseguito in più fasi e, parallelamente verranno modificati i treni per rendrli compatibili. Il nuovo sistema permetterà di ridurre i tempi di attesa, poiché i treni potranno essere più vicini. Il sistema si pensava sarebbe entrato in azione a metà marzo 2017. A causa dei lavori di test i disagi furono all'ordine del giorno e per questo la società esortò i pendolari a tener conto di tempi di viaggio più lunghi del normale.
Si iniziò a testare il sistema da agosto 2016, ma la sera del 28 marzo 2017 si interruppe il servizio per agevolare i test. Dal 1º aprile il sistema venne testato ogni domenica per due mesi, fino a che a fine maggio entrò in regolare servizio. Contemporaneamente si utilizzò il C151B come materiale rotabile. L'ammodernamento della linea procedette a tratte, per creare meno disagi possibili.

### Sostituzione della terza rotaia
I lavori per la sostituzione della terza rotaia sono stati completati nell'agosto 2017. La nuova rotaia sostituiva quella in uso da trent'anni e garantisce un servizio più affidabile.

## Incidenti
- Il 3 marzo 2003, un venteitrenne alla guida di un'auto ha perso il controllo lungo Lentor Avenue, abbattendo una recinzione e finendo sui binari tra Yio Chu Kang e Khatib. Questo ha costretto un treno a frenare bruscamente, andando a schiacciare solamente il muso del veicolo. Il sinistro ha bloccato il servizio per più di tre ore ed è costato circa 150 000 dollari all'azienda.
- Il 15 dicembre 2011 il servizio tra Bishan e Marina Bay fu sospeso a causa di un danno alla terza rotaia per un tratto di 40 m tra City Hall e Dhoby Ghaut MRT stations: a causa del passaggio lungo quel tratto, quattro treni hanno ripostato danni al collettore elettrico. Il servizio è tornato a pieno regime solo a fine giornata.[32] Una settimana dopo la stessa cosa accadde tra Ang Mo Kio e Marina Bay.[33][34] In questo caso i treni danneggiati furono sette.[35]
- Il 7 luglio 2015 la NorthSouth e la East West furono fermate a causa di grosse perdite di potenza lungo la linea. Fino ad adesso è stato il peggior guasto nella storia della metropolitana. Il problema era in alcuni isolatori che non funzionavano adeguatamente.[36]

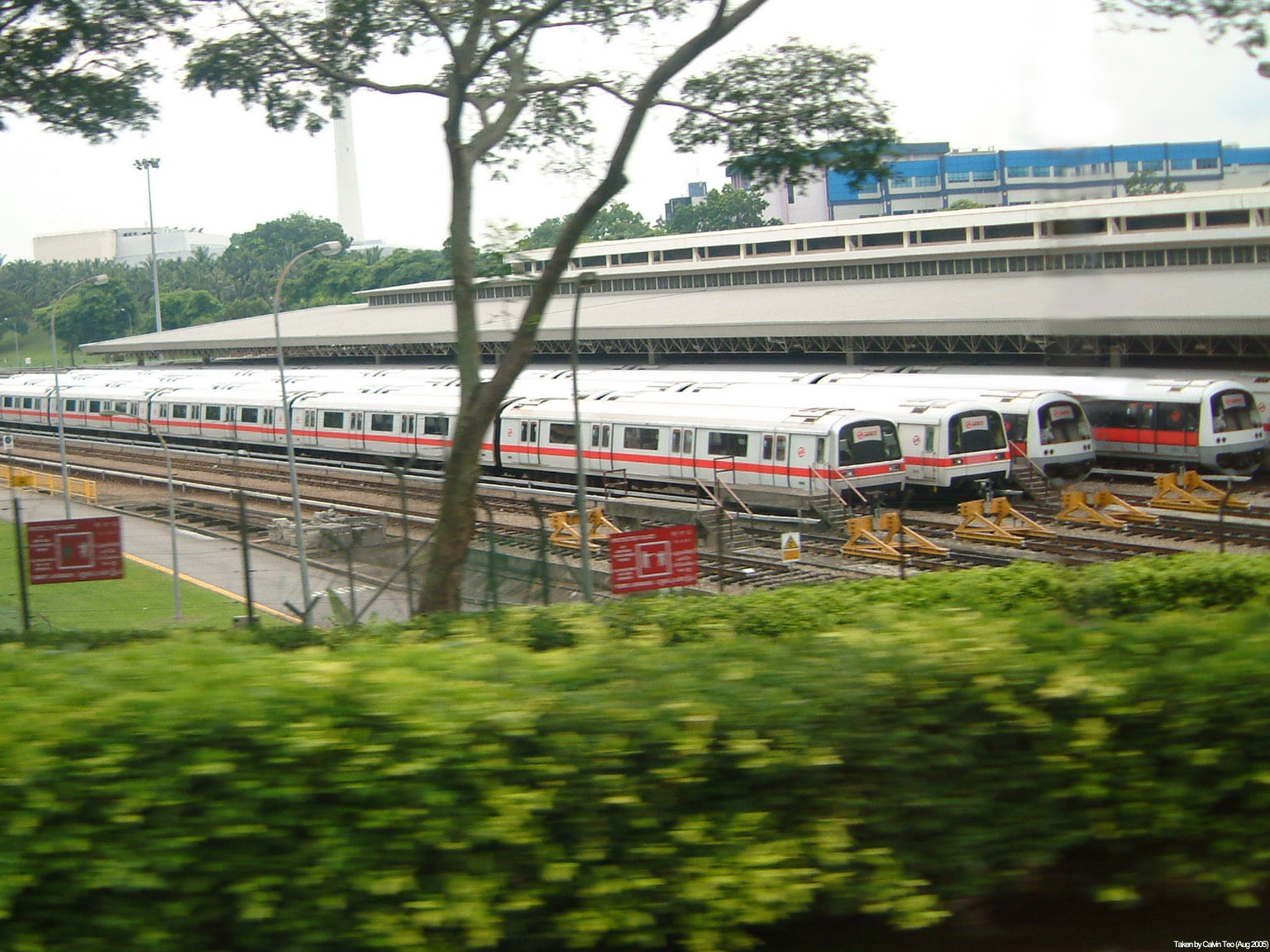
Da sinistra: 2 treni Siemens C651 e 2 Kawasaki C751B al deposito Ulu Pandan

- Il 7 ottobre 2017 il servizio tra Ang Mo Kio e Marina South Pier a causa di un allagamento tra Braddell e Bishan. A peggiorare il disagio ci fu anche un incendio tra Raffles Place e Marina Bay. Il servizio riprese la sera stessa tra Marina South Pier e Newton. Il servizio riprese regolarmente solo il pomeriggio del giorno successivo.[37][38]

## Veicoli
La North South utilizza come veicoli:C151, C151A, C151B, C651 e C751B. Questi sono tenuti al deposito Bishan, nel quale si fa manutenzione, e sl deposito Ulu Pandan.

## Stazioni

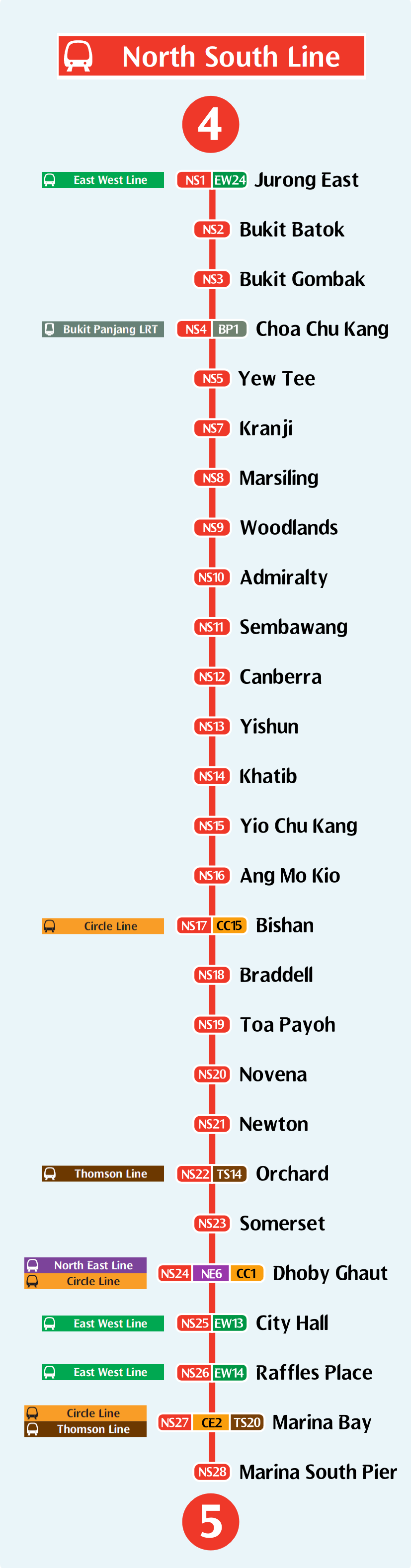
Lo schema della linea

| Numero        | Stazione             | Collegamenti                                           |
| NS1 EW24      | Jurong East          | Linea MRT Est Ovest                                    |
| NS2           | Bukit Batok          |                                                        |
| NS3           | Bukit Gombak         |                                                        |
| NS4 BP1       | Choa Chu Kang        | Linea LRT Bukit Panjang                                |
| NS5           | Yew Tee              |                                                        |
| NS6           | stazione in progetto | (per uso futuro)                                       |
| NS7           | Kranji               |                                                        |
| NS8           | Marsiling            |                                                        |
| NS9 TE2       | Woodlands            | Linea MRT Thomson-East Coast (2019)                    |
| NS10          | Admiralty            |                                                        |
| NS11          | Sembawang            |                                                        |
| NS12          | Canberra             | (in costruzione)                                       |
| NS13          | Yishun               |                                                        |
| NS14          | Khatib               |                                                        |
| NS15          | Yio Chu Kang         |                                                        |
| NS16          | Ang Mo Kio           |                                                        |
| NS17 CC15     | Bishan               | Linea MRT Circle                                       |
| NS18          | Braddell             |                                                        |
| NS19          | Toa Payoh            |                                                        |
| NS20          | Novena               |                                                        |
| NS21 DT11     | Newton               | Linea MRT Downtown                                     |
| NS22 TE14     | Orchard              | Linea MRT Thomson-East Coast (2021)                    |
| NS23          | Somerset             |                                                        |
| NS24 NE6 CC1  | Dhoby Ghaut          | Linea MRT Nord Est e Linea MRT Circle                  |
| NS25 EW13     | City Hall            | Linea MRT Est Ovest                                    |
| NS26 EW14     | Raffles Place        | Linea MRT Est Ovest                                    |
| NS27 CE2 TE20 | Marina Bay           | Linea MRT Circle e Linea MRT Thomson-East Coast (2021) |
| NS28          | Marina South Pier    |                                                        |

## Sistema di controllo
Fino all'entrata in servizio ufficiale del nuovo sistema di segnalamento della Thales venne mantenuto come sistema di riserva il precedente della Westinghouse. Quest'ultimo verrà definitivamente disativato alla fine del 2018.
Il sistema attualmente equipaggiato è un sistema di controllo dei treni basato su comunicazione (CBTC - communications-based train control), usato insieme all'automatic train control (ATC) del tipo automatic train operation (ATO) GoA 3 (DTO). Il tutto è assistito dall'Automatic train protection (ATP) per controllare la velocità, dall'Automatic Train Supervision (ATS), per gestire la tabella oraria, e dal Computer-based interlocking (CBI), che corregge gli errori degli altri sistemi. Il sistema precedente, invece, utilizzava un ATO GoA 2 (STO), mentre il controllo errore era affidato ad un relay interlocking, cioè un Apparato Centrale Elettrico.